# スキマスイッチ ARENA TOUR'07 "W-ARENA"
『スキマスイッチ ARENA TOUR'07 "W-ARENA"』（スキマスイッチ・アリーナ・ツアー'07 "ワリーナ"）は、スキマスイッチのライブ・アルバム。

## 解説
- 札幌・東京・名古屋・大阪・福岡で行われた8公演からのベストテイクをセレクトして収録[1]

## バンドメンバー
スキマスイッチ
- 大橋卓弥：Vocal、Guitar、Harmonica
- 常田真太郎：Piano、Chorus

サポートメンバー
- 古田たかし：Drums、Chorus
- 井上富雄：Bass、Chorus
- 浦清英：Keyboards、Sax
- 大島俊一：Keyboards、Sax、Flute
- 新井健：Guitar、Chorus
- 若森さちこ：Percussion、Chorus

## 収録曲

### DISC-1
1. 螺旋
  - 録音:マリンメッセ福岡
2. view
  - 録音:大阪城ホール
3. ガラナ
  - 録音:国立代々木競技場 第一体育館
4. スフィアの羽根
  - 録音:大阪城ホール
5. 飲みに来ないか
  - 録音:大阪城ホール
6. アカツキの詩
  - 録音:北海道立総合体育センター きたえーる
7. ボクノート
  - 録音:北海道立総合体育センター きたえーる
8. 雨待ち風
  - 録音:マリンメッセ福岡
9. 藍
  - 録音:日本ガイシホール
10. ズラチナルーカ
  - 録音:日本ガイシホール
11. 願い言
  - 録音:日本ガイシホール

### DISC-2
1. 奏（かなで）
  - 録音:マリンメッセ福岡
2. 冬の口笛
  - 録音:北海道立総合体育センター きたえーる
3. 君の話
  - 録音:国立代々木競技場 第一体育館
4. キレイだ
  - 録音:国立代々木競技場 第一体育館
5. アーセンの憂鬱
  - 録音:国立代々木競技場 第一体育館
6. ふれて未来を
  - 録音:国立代々木競技場 第一体育館
7. 全力少年
  - 録音:国立代々木競技場 第一体育館
8. マリンスノウ
  - 録音:大阪城ホール

## 初回特典DVD収録内容
- 福岡公演の前日リハーサルから最終日・大阪公演までの舞台裏に密着した、40分を超えるドキュメンタリー映像「URA-W-ARENA」（ウラ・ワリーナ）[1]。